# Robe (Australia)
Robe è una città dell'Australia Meridionale (Australia); essa si trova 330 chilometri a sud-est di Adelaide ed è la sede della Municipalità di Robe. Al censimento del 2006 contava 1.246 abitanti.